# Отношения Азербайджана с Тюркским Советом
Отношения между тюркским Советом и Азербайджаном начались в 2009 года и продолжаются по настоящее время. Принимая во внимание дату учреждения (3 октября 2009 г.) организации, Азербайджан продолжает отношения как член страны-основателя.

## Торговля, инвестиции и экономика
Экономические отношения между государствами-членами считаются основной областью, в которой Тюркский совет подчеркивает сотрудничество и организует несколько встреч и мероприятий для достижения улучшений.
Согласно Первой встрече министров экономики, состоявшейся в Астане в 2011 году, были начаты рабочие группы по предпринимательству в целях улучшения условий инвестиций и содействия диверсификации экономики в государствах-членах.
На базе этого совещания было организовано несколько бизнес-форумов, в которых приняли участие несколько бизнесменов из стран-членов.

## Транспорт и таможня
В рамках Второго совещания министров ИКТ тюркского совета, состоявшегося в Стамбуле 9 ноября 2017 года, министр транспорта связи и высоких технологий Азербайджана Рамин Гулузаде выступил с инициативой по реализации мер по взаимному признанию электронной подписи для увеличения оборота в электронной торговле.
Заседание сопровождалось заявлениями генерального секретаря Тюркского совета Рамилем Гасановым, Ахмет Арслан, министром транспорта, морских дел и коммуникаций Турецкой Республики, Абдысаматом Сагимбаевым, заместителем министра Комитета по информационным технологиям и коммуникациям Кыргызстана, Виталием Ярошенко заместителем председателя отдела коммуникации, информации и массовых коммуникаций при министерстве ИКТ Казахстана.
16 августа 2013 года в Габале состоялся третий саммит тюркского совета, в котором приняли участие президенты стран-учредителей, президент Азербайджана Ильхам Алиев, президент Казахстана Нурсултан Назарбаев, президент Кыргызстана Алмазбек Атамбаев, президент Турции Абдуллах Гюль и заместитель премьер-министра Туркменистана Сапардурды Тойлыев. Основной темой саммита была «Транспортировка и связь». Саммит завершился подписанием «Декларации третьего саммита Совета сотрудничества тюркоязычных государств». Во время саммита был подписан «Протокол о сотрудничестве между министерствами иностранных дел государств-членов Тюркского совета».
Азербайджан сотрудничает с соседними государствами-членами в сфере энергетической безопасности и осуществляет деятельность в Каспийском море с Казахстаном и Туркменистаном, основные экспортные маршруты проходят через Турцию.
В июле 2013 года в Баку состоялась первая встреча министров транспорта. В рамках встречи были обсуждены основные вопросы для осуществления комплексного транспорта через центральный транспортный коридор, проходящий через территорий государств-членов и морских портов Каспийского и Черного морей.
На пятом саммите Совета сотрудничества тюркоязычных государств президент Азербайджана в своей речи подчеркнул роль Азербайджана как транзитной страны. Также подчеркнул, начало строительства международного морского торгового порта в Баку и железной дороги Баку — Тбилиси — Карс, который соединит Азию и Европу, пройдя через Казахстан и Азербайджан.

## Культура и искусство
Фонд тюркской культуры и наследия был основан по инициативе Азербайджана на втором саммите тюркского совета, состоявшемся в Бишкеке в 2012 году. Штаб-квартира организации находится в Баку. 27 сентября министерство молодежи и спорта Азербайджана и Тюркский совет организовали молодежный фестиваль, посвященный избранию Гянджи как европейской молодежной столицы — 2016 года.

## Политика и безопасность
Согласно Нахчыванскому соглашению, Совет министров иностранных дел собирается за день до ежегодных встреч на высшем уровне для обсуждения вопросов и активного участия в сфере политики и безопасности. С 2013 года государства-члены проводят консультации по вопросам безопасности.
Был организован ряд встреч, таких как Первое и Второе совещание заместителей министров иностранных дел государств-членов, соответственно, в Баку и в Астане. Основные вопросы, обсуждавшиеся на этих заседаниях, касались как региональных, так и международных проблем безопасности, таких как армяно-азербайджанский нагорно-карабахский конфликт, Стамбульский процесс Афганистана и борьба с международным терроризмом.
В рамках пятого саммита Тюркского совета, состоявшегося в Астане в сентябре 2015 года, главы государств приняли декларацию, в которой отражен пункт о карабахском конфликте «еще раз подчеркнуть важность армяно-азербайджанского нагорно-карабахского конфликта на основе суверенитета, территориальной целостности и неприкосновенности международно признанной границы Азербайджана».

## Международная конференция «Влияние геополитических изменений на будущее тюркского совета»
Центром стратегических исследований 10 ноября 2017 года в Баку была проведена конференция под названием «Влияние геополитических изменений на будущее тюркского совета». В число докладчиков вошли глава отдела внешней политики Администрации президента Азербайджана Арасту Хабиббейли, директор Центра стратегических исследований в Азербайджане Фархад Мамедов, генеральный секретарь Совета сотрудничества тюркоязычных государств Рамиль Гасанов, заведующий отделом Центра стратегических исследований при МИДе Турции Фатма Сигдем Тенкер Коксал, исполнительный заместитель директора Института Стратегических исследований при президенте Казахстана.

## Саммиты
VII Саммит Совета сотрудничества тюркоязычных государств состоялся в октябре 2019 года в Баку, где приняли участие Президент Турции Реджеп Тайип Эрдоган, Президент Азербайджана Ильхам Алиев, Президент Кыргызстана Сооронбай Жээнбеков, бывший Президент Казахстана Нурсултан Назарбаев, Президент Узбекистана Шавкат Мирзиёев. 14 октября на встрече глав МИД Совета сотрудничества тюркоязычных государств Азербайджан принял председательство в Совете сотрудничества тюркоязычных государств от Кыргызстана.